# Hubert Hahne
Hubert Hahne (* 28. März 1935 in Moers; † 24. April 2019 in Düsseldorf) war ein deutscher Rennfahrer, der sowohl bei Tourenwagenrennen als auch in der Formel 2 erfolgreich war.

## Leben
Hubert Hahne hatte sechs Geschwister, die Brüder Wilhelm Hahne, Bernd Hahne, Norbert Hahne und Armin Hahne sowie die Schwestern Christel und Gerda (die Mutter von Jörg van Ommen). Nach der Schulzeit absolvierte Hubert Hahne eine kaufmännische Lehre, legte die Kaufmannsgehilfenprüfung ab und arbeitete im Tabakwaren-Großhandel seines Vaters, der außerdem eine Traberzucht betrieb. Von Jugend an liebte Hahne Pferde, wollte aber Techniker werden. Deshalb begann er als 23-Jähriger zusätzlich zu der kaufmännischen Ausbildung eine Lehre als Kraftfahrzeugmechaniker. Später machte er sich als BMW-Händler selbstständig. Hinzu kamen ein BMW-Tuning-Betrieb und der Alleinimport für Lamborghini-Modelle in Deutschland. Außerdem testete er Honda-Motorräder für die Zeitschrift „power-slide“.
Neben sportlichen Ambitionen wie Fliegen, Schwimmen oder Radfahren sammelte Hubert Hahne Bilder und Ikonen. 1970 heiratete er die Schauspielerin Diana Körner. Gewissermaßen als Hochzeitsgeschenk ließ Hahne zwölf BMW 2002 ti mit Sonderausstattungen umbauen und jeweils in einer anderen Farbe lackieren. Die 02 Diana gelten heute als überaus seltene Exemplare der als Oldtimer beliebten Baureihe. Die Ehe wurde jedoch nach wenigen Jahren geschieden und Hahne lebte danach längere Zeit in Italien.
Hubert Hahne starb am 24. April 2019 im Alter von 84 Jahren in einem Pflegeheim in Düsseldorf.

## Karriere als Rennfahrer

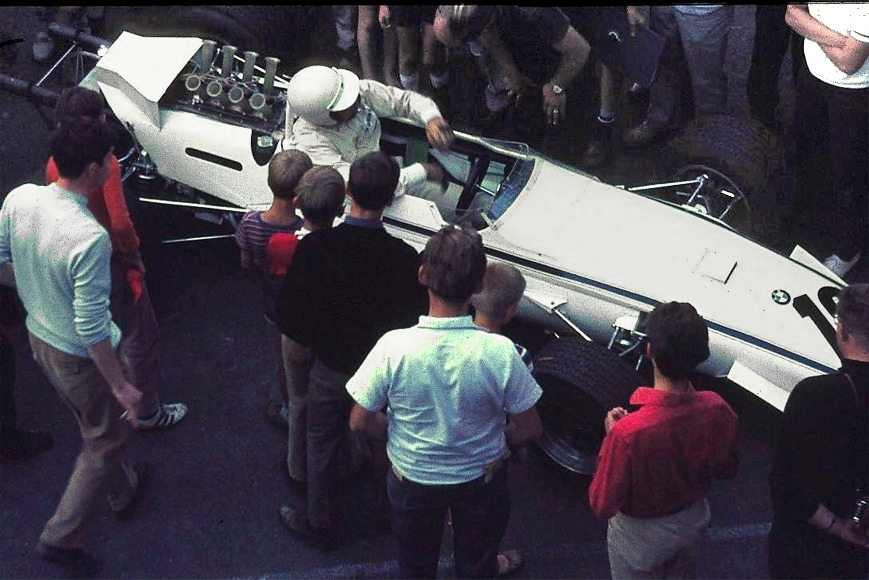
Hahne 1968 im BMW T102 mit 2-l-Motor

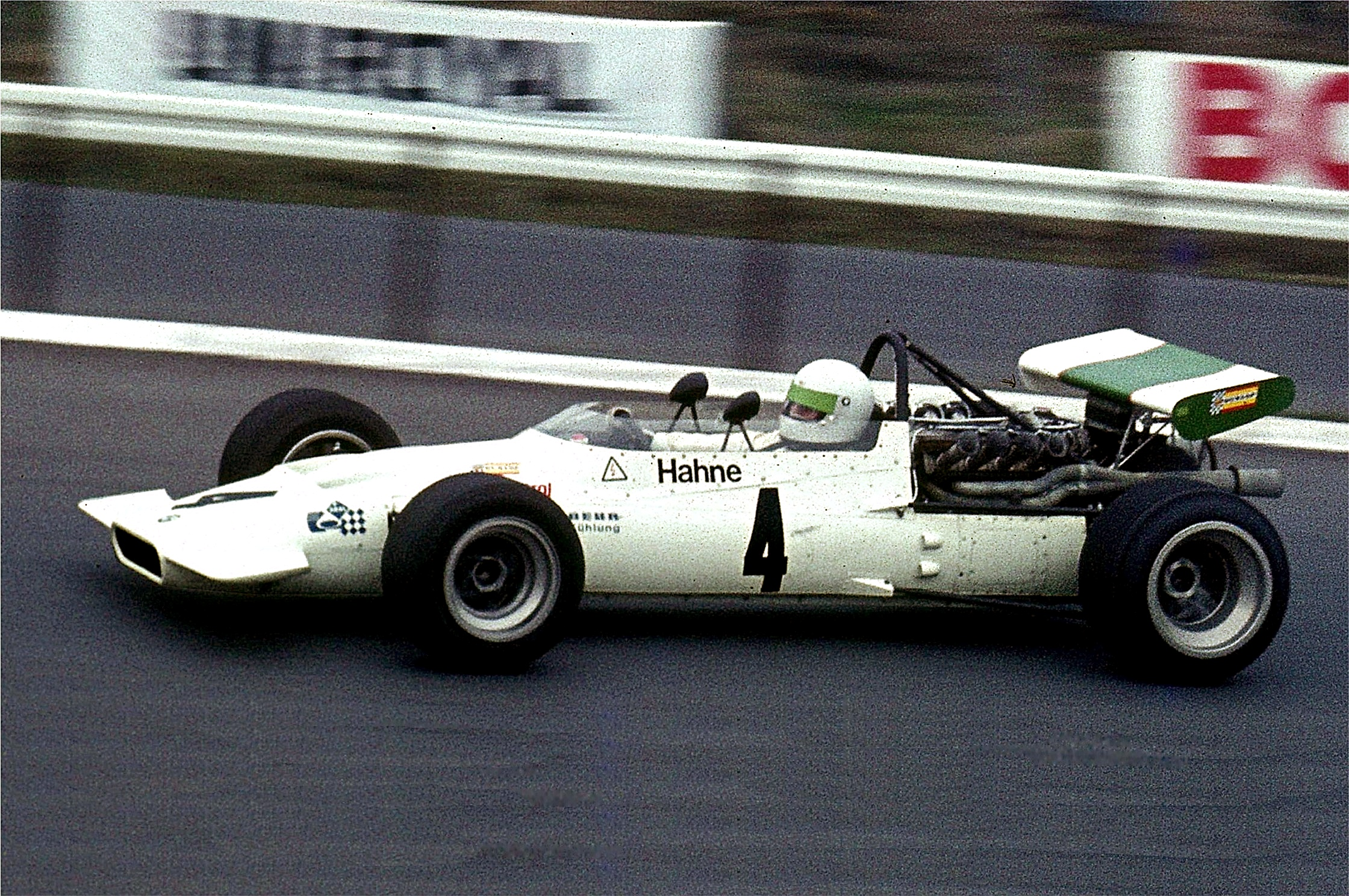
Hahne im BMW beim Training zum Eifelrennen 1970 auf dem Nürburgring

Seine Karriere begann Hahne als 25-Jähriger im Jahr 1960, als er mit einem Freund am 6-Stunden-Rennen auf dem Nürburgring teilnahm. Nach vielversprechendem Beginn wurde die Mannschaft allerdings wegen eines unzulässigen Fahrerwechsels disqualifiziert.
1963 erzielte er seinen ersten großen Erfolg, als er auf einem BMW 700 die Europapokalwertung für Tourenwagen gewann. 1964 beherrschte Hahne mit einem BMW 1800 TI die Deutsche Rundstrecken-Meisterschaft, er siegte 14-mal in 16 Rennen und gewann die Gesamtwertung. 1966 wurde er Europameister. Außerdem umrundete er in einem Rahmenrennen zum Großen Preis von Deutschland am 6. August 1966 mit einem BMW 2000 TI als erster in einem Tourenwagen die Nordschleife des Nürburgrings in weniger als 10 bzw. in 9:58,5 (oder 9:58,9) Minuten. Weiterhin gewann er zusammen mit Jacky Ickx das 24-Stunden-Rennen in Spa-Francorchamps.
1966 wechselte Hahne in die Formel 2. Einen Tag nach seinem Rundenrekord mit dem Tourenwagen startete er mit einem Matra MS6-B.R.M. der Tyrrell Racing Organisation beim Großen Preis von Deutschland und wurde Zweiter in der Formel-2-Wertung hinter Jean-Pierre Beltoise. Ab 1967 fuhr er für BMW (zunächst mit Lola-Fahrgestell), schied beim Grand Prix von Deutschland aber mit Aufhängungsschaden aus. 1969 wurde er Zweiter in der Formel-2-Europameisterschaft. 1970 beendete Hahne seine Karriere als Rennfahrer.

## Versuche als Teambesitzer
Für das Jahr 1970 plante Hahne ein Engagement mit einem eigenen Wagen in der Formel 1. Für 160.000 DM kaufte er einen March 701, der beim Großen Preis von Deutschland am 2. August im Motodrom von Hockenheim erstmals eingesetzt werden sollte. Der Wagen erwies sich jedoch als nicht konkurrenzfähig und konnte nicht starten. Hahne bezichtigte March des Betrugs. March-Direktor Max Mosley wies die Beschuldigung zurück. Hahne habe durch die verspätete Zahlung eines Teilbetrags die Lieferung des Wagens bis eine Woche vor dem beabsichtigten Start verzögert, sodass keine Zeit zum Testen und Abstimmen geblieben sei. Es kam zu Klagen von beiden Seiten, die jedoch zurückgezogen wurden, als der Wagen renntauglich geworden war. Hahne fuhr ihn aber nicht selbst, sondern vermietete ihn 1971 an Jean-Pierre Jarier, der mit ihm erfolglos am Rennen im Oulton Park und am  Großen Preis von Italien in Monza teilnahm.

## Einzelergebnisse in der Sportwagen-Weltmeisterschaft (Statistik)
| Saison | Team                         | Rennwagen | 1   | 2   | 3   | 4   | 5   | 6   | 7   | 8   | 9   | 10  | 11  | 12  | 13  | 14  | 15  | 16  | 17  | 18  | 19  | 20  | 21  | 22  |
| ------ | ---------------------------- | --------- | --- | --- | --- | --- | --- | --- | --- | --- | --- | --- | --- | --- | --- | --- | --- | --- | --- | --- | --- | --- | --- | --- |
| 1962   | Renngemeinschaft Nürburgring | BMW 700   | DAY | SEB | SEB | MAI | TAR | BER | NÜR | LEM | TAV | CCA | RTT | NÜR | BRI | BRI | PAR |     |     |     |     |     |     |     |
| 1962   | Renngemeinschaft Nürburgring | BMW 700   |     |     | 13  |     |     |     |     |     |     |     |     |     |     |     |     |     |     |     |     |     |     |     |
| 1963   | Willi Martini                | Martini   | DAY | SEB | SEB | TAR | SPA | MAI | NÜR | CON | ROS | LEM | MON | WIS | TAV | FRE | CCE | RTT | OVI | NÜR | MON | MON | TDF | BRI |
| 1963   | Willi Martini                | Martini   |     |     |     | 29  |     |     |     |     |     |     |     |     |     |     |     |     |     |     |     |     |     |     |
| 1964   | Hubert Hahne                 | BMW 700   | DAY | SEB | TAR | MON | SPA | CON | NÜR | ROS | LEM | REI | FRE | CCE | RTT | SIM | NÜR | MON | TDF | BRI | BRI | PAR |     |     |
| 1964   | Hubert Hahne                 | BMW 700   |     |     |     |     |     |     |     |     |     |     |     | DNF |     |     |     |     |     |     |     |     |     |     |
| 1968   | Alan Mann Racing             | Ford P68  | DAY | SEB | BRH | MON | TAR | NÜR | SPA | WAT | ZEL | LEM |     |     |     |     |     |     |     |     |     |     |     |     |
| 1968   | Alan Mann Racing             | Ford P68  |     |     |     | DNF |     |     |     |     |     |     |     |     |     |     |     |     |     |     |     |     |     |     |